# جون ساكوراي
جون ساكوراي (باليابانية: 桜井純 ) (و. 1933 – 1982 م) هو فيزيائي، وأكاديمي، وأستاذ جامعي من اليابان، والولايات المتحدة، ولد في طوكيو، توفي في جنيف، عن عمر يناهز 49 عاماً.

## التعليم
تعلم في جامعة هارفارد، وجامعة كورنيل، وثانوية البرونكس  للعلوم ‏.

## جوائز
حصل على جوائز منها:
- زمالة غوغنهايم.